# تيريزا بورجا
تيريزا بورجا (1935 - 11 فبراير 2021) فنانة وسائط متعددة وضعتها أعمالها الفنية المفاهيمية خلال أواخر الستينيات والسبعينيات من القرن الماضي كطليعة للفن الإعلامي والفن القائم على التكنولوجيا وفن التركيب في بيرو.

## الحياة والتعليم
ولدت بورجا في إكيتوس، بيرو عام 1935.
درست بورجا الرسم في الجامعة البابوية الكاثوليكية في بيرو ليما، وتخرجت منها في عام 1965. بعد التخرج انضمت إلى مجموعة نيفو أرتي في 1966 مع أرياس فيرا وغلوريا غوميز سانشيز وخايمي دافيلا. كان حافزًا لها وجعل من أعمالهم إعادة تعريف الممارسات الفنية تتسارع في بيرو في أواخر الستينيات. بصفتها زميلة في برنامج فولبرايت، التحقت بمدرسة معهد شيكاغو للفنون بين عامي 1968 و1970. حصلت على درجة الماجستير في الفنون الجميلة في عام 1970.

## الحياة المهنية
في الستينيات كانت بورجا عضوًا في مجموعة آرتي نويفو (1966-1968)، إلى جانب لويس أرياس فيرا وغلوريا غوميز سانشيز وخايمي دافيلا وفيكتور ديلفين وإميليو هيرنانديز سافيدرا وخوسيه تانغ وأرماندو فاريلا ولويس زيفالوس هيتزيل. يعود الفضل إلى المجموعة على نطاق واسع في تقديم الاتجاهات الطليعية الجديدة في السياق البيروفي، مثل فن البوب والفن التشكيلي والأحداث. خلال هذا الوقت عرضت أعمالها في بيرو والأرجنتين، بما في ذلك عرضان منفردان لسلسلة مطبوعاتها في ليما، في معرض كالشورا يو ليبرتاد في عام 1965، وفي بوينس آيرس في معرض سيغلو في عام 1966. عندما عادت بورجا إلى بيرو بعد دراستها في شيكاغو، كانت البلاد تحت الحكم العسكري للجنرال خوان فيلاسكو ألفارادو. في ظل السياسات الشعبوية للنظام تم اعتبار مقترحات بورجا التجريبية على أنها لا تمتلك ما يكفي من "الشخصية البيروفية"، وإمكانيات معرض الفنان محدودة للغاية. ومع ذلك فقد أدركت منشأتين طموحة وواسعة النطاق للوسائط المتعددة في معرض معهد بيرانو نورتي أمريكانو الثقافي في ليما في عام 1972، وكواترو مينساج في عام 1974.

## الأعمال الكبرى
وفقًا للمنسقة المكسيكية تاتيانا كويفاس فإن أكثر أعمال بورجا شهرة هو مشروع لمحة عن المرأة البيروفية، الذي تم إنشاؤه مع عالمة النفس ماري فرانس كاثيلات خلال الفترة 1980-1981. سعى هذا التحقيق متعدد التخصصات إلى تحليل وضع المرأة في بيرو مع مراعاة خصائصها وظروفها العاطفية، والنفسية والجنسية والاجتماعية والتعليمية والثقافية واللغوية والدينية والمهنية والاقتصادية والسياسية والقانونية من خلال النسوية من الموجة الثانية في أمريكا اللاتينية. تم تقديم المشروع في الأصل في عام 1981 خلال الندوة الأولى للفن غير الموضوعي والعمراني في متحف الفن الحديث في ميديلين كولومبيا، وبعد أشهر عُرضت في معرض في بانكو كونتيننتال في ليما بيرو بحلول نهاية نفس العام، جاء التحقيق الكامل معًا في شكل كتاب منشور.